# ISD-Jorbi Continental Team
L'equip ISD-Jorbi Continental Team (codi UCI: ISD) és un equip ciclista professional ucraïnès amb categoria continental.
No s'ha de confondre amb l'equip ISD-Neri.

## Principals resultats
- Roue tourangelle: Vitali Kondrut (2008)
- Tour de Szeklerland: Vitali Popkov (2009, 2012)
- Circuit del País de Waes: Denis Flahaut (2010)
- Gran Premi de Denain: Denis Flahaut (2010)
- Gran Premi de Donetsk: Vitali Popkov (2010), Iuri Agàrkov (2011), Anatoli Pàkhtussov (2013)
- Gran Premi d'Adiguèsia: Vitali Popkov (2010)
- Gran Premi de Tallinn-Tartu: Denis Flahaut (2010)
- Rogaland Grand Prix: Vitali Popkov (2010)
- Gran Premi de Moscou: Oleksandr Martynenko (2011), Vitali Popkov (2012)
- Race Horizon Park: Vitali Popkov (2012)
- Cursa de Solidarność i els Atletes Olímpics: Vitali Popkov (2013)
- Minsk Cup: Iehor Demèntiev (2017)

### A les grans voltes
- Giro d'Itàlia
  - 0 participacions

- Tour de França
  - 0 participacions

- Volta a Espanya
  - 0 participacions

## Classificacions UCI
L'equip participa en els Circuits continentals de ciclisme. La taula presenta les classificacions de l'equip al circuit, així com el millor ciclista individual.

UCI Amèrica Tour
| Temporada | Classificació per equips | Millor ciclista en la classificació individual |
| --------- | ------------------------ | ---------------------------------------------- |
| 2014      | 43è                      | Oleksandr Xeidik (357è)                        |

UCI Àsia Tour
| Temporada | Classificació per equips | Millor ciclista en la classificació individual |
| --------- | ------------------------ | ---------------------------------------------- |
| 2011      | 48è                      | Artem Topchanyuk (133è)                        |
| 2012      | 34è                      | Vitali Popkov (66è)                            |
| 2013      | 55è                      | Dmytro Krivtsov (171è)                         |
| 2017      | 94è                      | Iehor Demèntiev (547è)                         |

UCI Europa Tour
| Temporada | Classificació per equips | Millor ciclista en la classificació individual |
| --------- | ------------------------ | ---------------------------------------------- |
| 2007      | 86è                      | Vitali Kondrut (328è)                          |
| 2008      | 43è                      | Denís Kostiuk (59è)                            |
| 2009      | 44è                      | Vitali Popkov (76è)                            |
| 2010      | 21è                      | Denis Flahaut (29è)                            |
| 2011      | 30è                      | Oleksandr Xeidik (69è)                         |
| 2012      | 32è                      | Vitali Popkov (51è)                            |
| 2013      | 27è                      | Vitali Popkov (18è)                            |
| 2014      | 80è                      | Oleksandr Xeidik (385è)                        |
| 2015      | 61è                      | Anatoli Pakhtussov (237è)                      |
| 2016      | 94è                      | Denís Kostiuk (788è)                           |
| 2017      | 89è                      | Iehor Demèntiev (444è)                         |